# Folketingsvalget 1872
Der afholdtes valg til Folketinget 20. september 1872. Der blev valgt 101 medlemmer til det nye folketing.
Bondepartiet Forenede Venstre under ledelse af Christen Berg  fik flertal, men trods det blev Regeringen Holstein-Holsteinborg siddende.

## Resultat
| Parti            | Stemmer i alt | Procent | Mandater | +/- |
| ---------------- | ------------- | ------- | -------- | --- |
| Højrekoalitionen |               | 47,52   | 48       | -   |
| Forenede Venstre |               | 52,47   | 53       | -   |
| Total            |               |         | 101      |     |